# 河北倫明
河北 倫明（かわきた みちあき、1914年12月14日 - 1995年10月30日）は、日本の美術評論家。京都国立近代美術館館長、京都造形芸術大学学長を歴任。佐藤達夫は従兄。

## 経歴
福岡県浮羽郡山春村（現：うきは市）生まれ。福岡県中学明善校、第五高等学校、1938年京都帝国大学文学部哲学科卒。1943年文部省美術研究所に勤務。自身と同じ明善校にも学んだこともある久留米出身の夭逝の洋画家青木繁を研究テーマとし、日本美術史上にその評価を定めた。その後も近代日本美術史の研究を精力的に進め、1952年国立近代美術館事業課長、1963年次長、1969年京都国立近代美術館館長となる。1986年退官、同年秋、勲二等旭日重光章受勲。美術館連絡協議会会長、国公私立美術館博物館運営委員。京都造形芸術大学学長。1991年文化功労者。

## 著書
- 『青木繁 生涯と芸術』養徳社, 1948年
- 『近代日本画論』高桐書院, 1948年
- 『日本の美術 その伝統と現代』社会思想研究会出版部 現代教養文庫, 1958年／ぺりかん社, 1982年、新版1994年
- 『近代の洋畫人』中央公論美術出版, 1959年
- 『明治大正の画壇』日本放送出版協会 NHKブックス, 1964年
- 『青木繁と坂本繁二郎』雪華社, 1965年
- 『日本美術入門』社会思想社 現代教養文庫, 1966年
- 『村上華岳』中央公論美術出版, 1969年
- 『近代日本美術の研究』社会思想社, 1969年
- 『東行西行』三彩社, 1970年
- 『近代日本絵画の旅 鑑賞と展望』芸艸堂, 1971年
- 『現代のいけばな』角川書店, 1971年
- 『原色日本の美術　近代の日本画』小学館, 1972年
- 『坂本繁二郎』中央公論美術出版, 1974年
- 『河北倫明美術論集』全5巻 講談社, 1977-78年
- 『近代の墨絵』講談社, 1978年
- 『美術と人生』国鉄厚生事業協会, 1983年
- 『巨匠との対話』春秋社, 1984年
- 『画人游歴 1・2』 芸艸堂, 1984-85年
- 『昨日今日の作家たち』芸艸堂, 1987年
- 『河北倫明美術時評集』全5巻 思文閣出版, 1992-94年
- 『芸術への挨拶』米倉守編、芸術新聞社, 1995年

### 共編著 ほか
- 編『日本画のながれ』東都文化出版, 1955年
- 編『近代日本の美術』社会思想社 現代教養文庫, 1964年
- 『近代日本絵画史』高階秀爾共著、中央公論社, 1978年
- 編『現代女流画家素描集』 日本経済新聞社, 1986年
- 『20世紀日本の美術 アート・ギャラリー・ジャパン』全18巻、集英社, 1986-87年
- 『美の心』河北倫明先生叙勲祝賀会実行委員会, 1986年
- 『全体人・河北倫明』米倉守編、芸術新聞社, 1992年
- 『美心游歴 河北倫明聞書』西日本新聞社, 1992年。聞き手山本康雄